# Уаджи
Уаджи (Джет, Зет, Уджат или Уадж; манефоновский — Уэнефес) — четвёртый фараон I династии Раннего царства Древнего Египта, правивший около 2980 или 2920 годов до н. э.
Имя Уаджи происходит от имени богини Уаджит, обычно представляемой в форме крылатой кобры, покровительницы Нижнего Египта, и означает «змея» или «кобра Гора».
Хотя о правлении Джета известно очень мало (как и обо всех правителях Тинитской эпохи), но он известен благодаря стеле, найденной в его гробнице. Стела содержит имя фараона в образе Хора и является доказательством высокого уровня развития древнеегипетского искусства в самом начале династической эпохи.

## Правление
О правлении Уаджи (или Джет, букв. «Змей») мало что известно, хотя его имя найдено начертанным на скале даже глубоко в пустыне между Нилом и Красным морем.

## Смерть
Место его захоронения значится как Z и является гробницей в некрополе Умм-эль-Кааб в Абидосе. Она имеет небольшие комнаты, которые окружают погребальную камеру, что является особенностью мастаб. Вне основного захоронения были найдены следы особого места (2 х 2 метра), где посетители гробницы должны были платить дань. При его погребении было принесено в жертву 174 человека. Его гробница была обшита изнутри деревянными панелями. Над могилой находилась каменная стела (сейчас хранится в Лувре). На стеле — иероглиф змеи, фонетически соответствующий слову «джет». Надгробие этого царя, где его хорово имя надписано с изумительной уверенностью и изяществом, свидетельствует о развитии изобразительного искусства.
Помимо относительно скромной гробницы фараона в Абидосе, ему приписывают и огромное погребальное сооружение в Саккаре. Внушительный размер гробницы Джета на Саккарском некрополе, превосходящий размер погребения того же царя в Абидосе, до сих пор является важным аргументом в устах учёных, которые считают именно Саккарский некрополь царским могильником раннединастического периода.

## Правление
Имя преемника Джера показано современными учёными в различных формах: Джет — это самый распространённый, но Зет, Уаджи, Аджи также используются некоторыми авторами.
На самом деле существует достаточно доказательств, что начальное «W», образовавшее часть древнего произношения скальные надписи царя в Западной пустыне к югу от Эдфу, сохраняет уникальное написание имени царя, знак Уадж сопровождается обычным Dt знаком в серехе. Уаджет или Уаджи более точные передачи имени царя. Но как наиболее часто используемая форма Джет сохраняется и здесь.
Сокол — Хор на скальной надписи носит двойную корону, это первое появление этого элемента в царской иконографии.
Есть признаки полагать, что правление Джета было не долгим. Печати из царской гробницы в Абидосе изображали одного высокопоставленного чиновника Ам-ка, карьера которого началась в царствование Джера и продолжалась в начале царствования Дена, когда страна была под регентством Мер-нейт.
Эти данные сводятся к тому, что Джет занимал престол на короткий срок, вероятно меньше, чем двадцать лет. Тем не менее его правление оставило нам один из шедевров древнеегипетского искусства, великолепную погребальную стелу царя из Абидоса, сейчас находится в музее Лувра.
Другие крупные погребальные монументы датированные царствованием Джета включают две крупные мастабы в Тархане, с нишами оформленными под так называемый «Фасад дворца», они вероятно принадлежат «Губернаторам», которые были заинтересованы в том, чтобы продемонстрировать архитектуру своих гробниц, с идеологической близостью к царскому двору.
Ниши мастабы V, раскопанной возле Незлет-Батран, к югу от Гизы были крупных пропорций. Печати Джета привели к предположениям, что она была построена в годы правления Джета. Альтернативное объяснение заключается в том, что она принадлежала матери царя, и жене Джера.
Как и царская гробница в Накада, мастаба V построена при жизни её сына.
Другой артефакт правления Джета — гребень из слоновой кости, на котором выгравирован серех и символы царя, вероятно космологического смысла.
Обработка металлов — в лице массивного медного топора и большого медного тесла, из захоронения окружающего гробницу Джета в Абидосе.
Фрагменты пьедестала из города Иераконполя, может когда то поддерживала статую царя Джета. Предметы показывающие торговлю с Сирией-Палестиной, являются керамические сосуды иностранного происхождения, найденные в гробнице Джета в Саккаре.

## Свидетельства правления Джета
- Гробница «Z» в Абидосе — останки самой гробницы и погребального комплекса вокруг неё.
- Рельефные надписи мастабы V, находящейся в Гизе (Флиндерс Петри).
- Высеченные надписи на стенах гробницы № 3504 в Саккаре, размеры которой составляют 50 на 20 м. Она была раскопана английским археологом Эмери в 1953-56 гг., который приписывал её старшему военачальнику Сехемка, служившего под командованием Джета. Надпись включает в себя изображения более 400 голов быков.
- Несколько медных инструментов из дочерней гробницы № 387 в Абидосе, принадлежащей Джету.
- Имя Джета также высечено в гробнице «Т», что находится в Умм-эль-Кааб, Абидос.